# Chapelle Saint-Roch de Houyet
Pour les articles homonymes, voir Chapelle Saint-Roch.
La Chapelle Saint-Roch est un édifice religieux catholique classé situé dans la section et commune de Houyet en province de Namur (Belgique).

## Situation
La chapelle se situe dans le village de Houyet, le long de la rue Saint-Roch, en face de la maison sise au no 51 et au pied du versant boisé de la Lesse. Elle se trouve au milieu d'une pelouse triangulaire plantée de deux tilleuls à l'arrière de l'édifice et bordée d'un muret surmonté de garde-corps.

## Historique
La chapelle Saint-Roch a été érigée en 1866 par les habitants de Houyet qui voulaient témoigner leur reconnaissance pour avoir été préservés du choléra qui sévissait à cette époque sur une grande partie de la région. La bénédiction solennelle de la chapelle eut lieu le 25 février 1867. La fabrique d’église de Houyet a acquis définitivement la chapelle par vente en 1889 et la totalité de la parcelle en 1911.

## Description
La chapelle est bâtie en briques blanchies sur un soubassement en moellons de pierre calcaire. Elle possède une seule nef de deux travées percées de baies cintrées et un chevet à trois pans coupés aveugles. La façade possède une porte d'entrée cintrée surmontée par une niche abritant une statue de Saint-Roch. L'édifice d'une longueur d'une dizaine de mètres est recouvert d'une toiture en ardoises à cinq pans avec, au sommet de la façade, un clocheton surmonté par une flèche octogonale élancée terminée par une croix en fer forgé,.

## Classement
La chapelle Saint-Roch et l'ensemble formé par cet édifice et ses abords sont repris depuis le 1er juin 1982 sur la liste du patrimoine immobilier classé de Houyet